# Shaykh Tabarsi
Abu Ali Fadhl ibn Hasan Tabresi (persan / arabe : ابو على فضل بن حسن طبرسى) connu sous le nom de Shaykh Tabarsi, était un érudit persan chiite du XIIe siècle décédé en 548 AH (1153 CE).

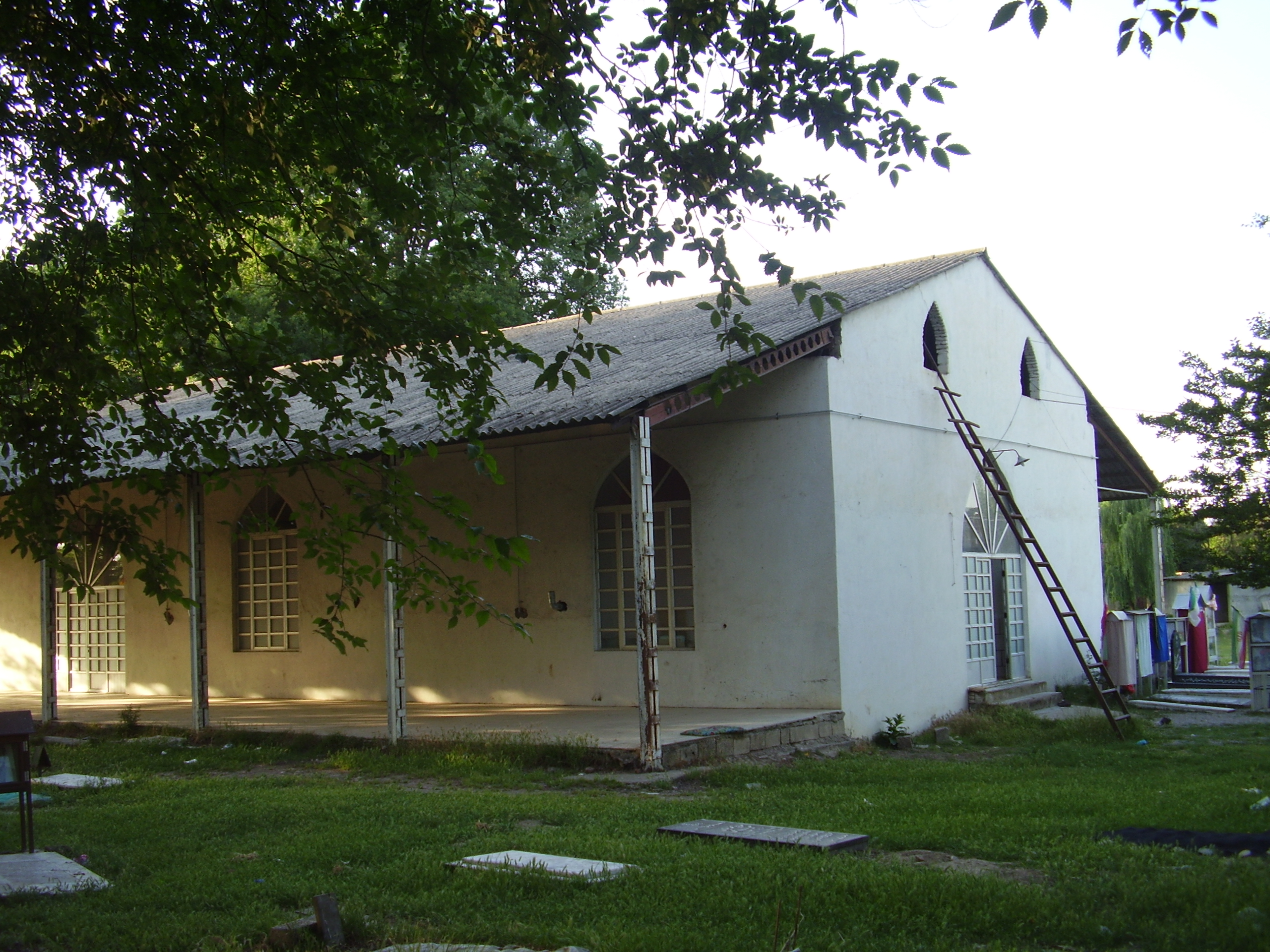
Sanctuaire de Cheikh Ṭabarsi

## Biographie
Tabresi est né en l'an 1073 après J.-C. dans la province de Tabarestan ou certains érudits ont dit à Tafresh une ville qui s'appelait à l'époque Tabres, en Iran[pas clair]. Il vécut et enseigna à Machhad jusqu'en 1128 après J.-C. Il a écrit un certain nombre de livres sur la doctrine, la théologie, l'éthique et la grammaire. Il a écrit son célèbre ouvrage, un commentaire sur le Coran, alors qu'il avait plus de soixante ans, vivant à Sabzawar.
Il a eu de nombreux étudiants, les plus célèbres sont son fils Radhi ad-Din Tabarsi, auteur du livre Makarim al-Akhlaq, et Ibn Shahr-e Ashub. Il a été tué lors de l'invasion des Oghouzes au Khorasan. L'emplacement de sa tombe est contesté quant à son emplacement dans le complexe du sanctuaire Imām Ridhā, ou s'il se trouve à Mazandaran[réf. nécessaire] . Le sanctuaire situé à Mazandaran a été le lieu de la bataille entre les forces du Shah de Perse et des Bábís, disciples du Báb, au cours de la période du 10 octobre 1848 au 10 mai 1849.

## Travail et contribution
Tabresi a eu de nombreuses œuvres, mais seulement une vingtaine de ses livres ont survécu jusqu'à nos jours. Son ouvrage principal est Majma' al-bayān (Compendium d'élucidations sur l'exégèse du Coran), un commentaire (tafsir) du Coran. Alors que les érudits chiites ont écrit de nombreux commentaires du Coran, aucun n'a été en mesure d'égaler l'éloquence et l'ampleur de son livre. Il acheva d'écrire ce livre en 1139 après J.-C. Ses autres œuvres sont al-Kafi al-shall et Jawami al-Jami.